# Oaks Club $25,000 USTA Challenger 2011
L'Oaks Club $25,000 USTA Challenger 2011 è stato un torneo di tennis facente parte della categoria ITF Women's Circuit nell'ambito dell'ITF Women's Circuit 2011. Il torneo si è giocato a Osprey, Florida dall'11 al 17 aprile 2011 su campi in terra verde aveva un montepremi di $25 000.

## Vincitori

### Singolare
Claire de Gubernatis ha battuto in finale  Caroline Garcia con il punteggio di 6–4, 6–4

### Doppio
Stéphanie Foretz Gacon /  Alexa Glatch hanno battuto in finale  María Irigoyen /  Erika Sema con il punteggio di 4–6, 7–5, [10–7]